# 배드 걸 (만화)
《배드 걸》(일본어: ばっどがーる 밧도 가루[*])은 니쿠마루가 지은 일본의 4컷 만화다. 《망가 타임 키라라 캐럿》(호분샤)에서 2021년 2월호부터 4월호까지 게스트 연재 후, 같은 해 5월호부터 연재 중이다.

## 줄거리
사립 후지가사키 고등학교에 다니는 주인공 유우타니 유우는, 학원의 마돈나이자 풍기위원장인 미즈토리 아토리를 신으로 숭상해, 길 옆의 돌이 좋은 아이에서 그녀의 눈에 띄는 불량을 뜻하게 된다. 소꿉친구인 스즈카제 스즈에게 지켜져, 때때로 아토리로부터의 접근에 과호흡을 일으키면서, 유우는 불량을 목표로 해 간다.

## 등장인물
유우타니 유우(優谷優)
성우 - 타치바나 아즈사
생일: 9월 9일 / 신장: 145.5cm / 체중: 비밀
본작의 주인공. 사립 후지가사키 고등학교 1학년. 학원의 마돈나이자 풍기위원장인 미즈토리 아토리를 동경을 초월한 신앙심을 가지고 그녀의 눈에 띄기 위해서 불량에 뜻을 두고 있다. 붙임머리에 의한 투톤헤어나 피어싱대용 클립 등, 교칙의 범위 내에서 불량에 전해진 외모를 하고 있지만, 내면은 성적 우량하고 교직원으로부터의 평판도 능숙한 우등생. 아토리로부터 갑작스런 접근을 받으면 '코흇(コヒュッ)'하는 소리와 함께 과호흡을 하게 된다.
미즈토리 아토리(水鳥亜鳥)
성우 - 하나미야 니나
생일: 8월 8일 / 신장: 164cm / 체중: 48kg
후지가사키 고등학교 3학년. 풍기위원장. 조금 어긋난 부분도 있지만, 재색겸비로 주위로부터 경애받는 학원의 마돈나. 유우 뿐만이 아니라 교내외에 '아토리스트(アトリスト)'라고 불리는 팬을 가졌다. 유우(는 귀여운 강아지와 같은 존재라고 인식하고 있다.
스즈카제 스즈(涼風涼)
성우 - 마츠오카 미사토
생일: 10월10일 / 키: 166cm / 체중: 46kg
유우의 소꿉친구. 후지가사키 고교 1년. 태어나면서부터의 금발과 눈매의 나쁨을 갖추었다. 불량을 목표로 하는 유우를 지켜보고 있다.
루리하 루라(瑠璃葉るら)
성우 - 하나이 미하루
생일: 3월31일 / 키: 146cm / 체중: 없음
후지가사키 고등학교 2학년. '루(るー)'라는 애칭으로 불리며, 아기자기한 얼굴 생김새와 몸집이 작지만 글래머러스한 체형으로 미용계 Y튜버나 독자 모델로서도 활동하고 있는 학원의 아이돌. 자신의 외모에 절대적인 자신감을 가지고 있었지만, 아토리를 절대시해 족히 깨진다.
미즈토리 미즈카(水鳥水花)
성우 - 마에다 카오리
생일: 1월11일 / 키: 149.5cm / 체중: 43kg
아토리의 여동생. 후지가사키 고등학교 1학년에 유우와 스즈의 클래스메이트. 유달리 막상막하의 아토리의 팬.
스미키 키요라카(清木清)
성우 - Lynn
생일:11월11일 / 키:161cm / 몸무게:44.5kg
아토리;의 친구. 후지가사키 고등학교 3학년. 도서위원장. 여자를 엄청 좋아한다.
코마리 마리아(小毬まりあ)
성우 - 호리에 유이
유우와 아토리가 학생회 행사로 방문한 유치원에 다니는 원아. 원내에서 결성된 조직 'ADC(아토리 님 매우 좋아하는 클럽)'의 행장을 맡는다.

## TV 애니메이션
2024년 6월 28일, TV 애니메이션화가 발표되었다. 2025년 7월부터 TOKYO MX 등에서 방송 중이다.

### 스태프
- 원작 - 니쿠마루
- 감독 - 후루타 조지
- 시리즈 구성 - 요네무라 쇼지
- 캐릭터 디자인 - 모리모토 유우키
- 프롭 디자인 - 시바타 유지
- 미술 감독 - 카토 레이
- 미술 설정 - 카와이 켄
- 색채 설계 - 사노 히토미
- 촬영 감독 - 이와사키 아츠시
- 편집 - 사카모토 쿠미코
- 음향 감독 - 타카데라 타케시
- 음향 제작 - 비트 그루브 프로모션
- 음악 - 오케하자마 아리사
- 음악 제작 - 킹레코드
- 프로듀서 - 스와 유타카, 호시노 아키히로, 시노하라 타케시, 오가사와라 유키, 카쿠타 아키라, 오자와 후미히로
- 애니메이션 프로듀서 - 이이지마 히로시
- 애니메이션 제작 - 브리지
- 제작 - 배드 걸 제작위원회

### 주제가
슈퍼 빅 러브!(すーぱーびっぐらぶ！)
천랑군에 의한 오프닝 테마. 작사는 카라스야사보우, 작곡·편곡은 히게드라이버.
BAD SURPRISE
천랑군에 의한 엔딩 테마. 작사·작곡·편곡은 ZAQ.

### 에피소드 목록
| 화수 | 제목 | 각본          | 그림 콘티                 | 연출          | 작화 감독                                                                                       | 총작화 감독       | 방송일         |
| ---- | --- | ------------- | ------------------------- | ------------- | ----------------------------------------------------------------------------------------------- | ----------------- | -------------- |
| #1   | 1話 今日からばっどがーる♡ 오늘부터 배드 걸2話 悪い子になりたい♡ 나쁜 아이가 되고 싶어3話 首輪と犬耳 목줄괴 강아지 귀番外編 涼風さんは誤解されやすい 스즈카제는 오해받기 쉬워 | 요네무라 쇼지 | 후루타 조지               | 카쿠타 아키라 | 이누즈카 마사히코 이토지마 마사히코 사노 토시히코 이이즈미 토시오미 리쿠다 사토시 에가미 나츠키 | 모리모토 유우키   | 2025년 7월 6일 |
| #2   | 4話 ナチュラル・ボーン・エロリスト 내추럴 본 에로리스트5話 秘密のクラブ 비밀 클럽6話 教えてください 가르쳐 주세요番外編 るらちゃんはチヤホヤされたい 루리는 칭찬받고 싶어    | 요네무라 쇼지 | 후루타 조지               | 스즈키 카요코 | 마에지마 히로시 吴晓莱                                                                          | 시바타 유지       | 7월 13일       |
| #3   | 7話 だいっきらい♡8話 るーってかわいい?9話 ふぁーすときっす♡番外編 涼風さんは誤解されやすい                                                                                   | 요네무라 쇼지 | 나카무라 유토 후루타 조지 | 나카무라 유토 | 이누즈카 마사히코 사사키 히토미 후지타 히카루                                                   | 이누즈카 마사히코 | 7월 20일       |

#### 유닛 구성원
1. 1 2  유우타니 유우(타치바나 아즈사), 미즈토리 아토리(하나미야 니나), 스즈카제 스즈(마츠오카 미사토), 루리하 루라(하나이 미하루)

### 참조주
1. 1 2 3 4 5  “アニメ「ばっどがーる」7月放送　キャストに橘杏咲、花宮初奈、松岡美里、花井美春”. 《コミックナタリー》 (ナターシャ). 2025년 1월 28일. 2025년 1월 28일에 확인함.
2. ↑  “ばっどがーる：「きららキャラット」の4コマがテレビアニメ化 優等生が不良を目指して大奮闘”. 《MANTANWEB》. 2024년 6월 28일. 2024년 6월 28일에 확인함.